# Ruzhdi Ruzhdi
Ruzhdi Ruzhdi (en búlgaro: Ружди Ружди; 14 de abril de 1991) es un deportista búlgaro que compite en atletismo adaptado. Ganó tres medallas en los Juegos Paralímpicos de Verano entre los años 2016 y 2024.

## Palmarés internacional
| Juegos Paralímpicos | Juegos Paralímpicos     | Juegos Paralímpicos | Juegos Paralímpicos |
| Año                 | Lugar                   | Medalla             | Prueba              |
| ------------------- | ----------------------- | ------------------- | ------------------- |
| 2016                | Río de Janeiro (Brasil) | Medalla de oro      | Peso F55            |
| 2020                | Tokio (Japón)           | Medalla de plata    | Peso F55            |
| 2024                | París (Francia)         | Medalla de oro      | Peso F55            |